# Lago Ilse
El lago Ilse (en alemán: Ilsesee) es un lago situado en la región administrativa de Suabia, en el estado de Baviera (Alemania), a una elevación de  metros. Tiene un área de 12 hectáreas y una profundidad máxima de 12 metros.